# Localización GSM
La localización GSM es un servicio ofrecido por las empresas operadoras de telefonía móvil que permite determinar, con una cierta precisión, donde se encuentra físicamente un terminal móvil determinado.
La localización GSM puede incluir servicios basados en la localización que dan las coordenadas reales de un teléfono móvil. Es una tecnología utilizada por las empresas de telecomunicaciones para aproximar la situación de un teléfono móvil, y por lo tanto también la de su usuario.

## Tecnología
Para la localización GSM se pueden emplear distintos métodos:
- Célula de origen (Cell of Origin), en el que se incluyen ID de célula (Cell ID) e ID de célula mejorada (Enhanced Cell ID).
  - ID de célula: la precisión de este método es de 200 m en áreas urbanas, 2 km en áreas suburbanas y varía entre 3 - 4 km en entornos rurales.
  - ID de célula mejorada: con este método se consigue una precisión muy parecida a la que ofrece el Cell ID para zonas urbanas, y en entornos rurales ofrece sectores circulares de 550 m.

- Diferencia de tiempo observada o E-OTD (Enhanced-Observed Timed Difference): la precisión de este método depende del número de LMUs disponibles en la red, variando entre 50 m y 200 m con un LMU por cada 3 estaciones base.[2][6]

- Tiempo de llegada (Time of Arrival)

- Ángulo de llegada (Angle of Arrival)

- Enhanced Observed Time Difference (estimación mejorada de la diferencia de tiempo)

- GPS Asistido (Assisted GPS)[7][8]